# Restormel Castle
Restormel Castle är ett slott i Storbritannien.   Det ligger i grevskapet Cornwall och riksdelen England, i den södra delen av landet, 300 km väster om huvudstaden London. Restormel Castle ligger 71 meter över havet.
Terrängen runt Restormel Castle är platt. Runt Restormel Castle är det ganska tätbefolkat, med 192 invånare per kvadratkilometer. Närmaste större samhälle är Bodmin, 6,7 km nordväst om Restormel Castle. Trakten runt Restormel Castle består till största delen av jordbruksmark.